# Dendrochilum fuscescens
Dendrochilum fuscescens är en orkidéart som beskrevs av Rudolf Schlechter och Johannes Jacobus Smith. Dendrochilum fuscescens ingår i släktet Dendrochilum och familjen orkidéer.
Artens utbredningsområde är Sumatera. Inga underarter finns listade i Catalogue of Life.